# 念斌案
念斌案，又称念斌投毒案，警方称2006.7.27投毒案或7·27投毒杀人案，是2006年发生在中華人民共和國福建省福州市平潭县澳前镇南赖村的一個冤案。
2006年7月27日晚，澳前镇的丁云虾家与其房东陈炎娇家两家人在一起吃过晚饭后，共有6人产生中毒反应而被送医，其中丁云虾10岁的大儿子和8岁的女儿抢救无效身亡。警方于次日立案调查，并于7月30日从死者体内检出氟乙酸盐成分，遂认定死者系氟乙酸盐鼠药中毒死亡。案发12天后，警方宣布案件告破，认为投毒者为两家的邻居念斌，动机为丁云虾7月26日晚曾从念斌处抢走了一个买烟的顾客。本案被列省級重大案件，省公安廳發給辦案警察獎金、表功以慶賀。後对念斌判處死刑。
案发之后的8年间，念斌案分别于2008年、2009年、2011年被中華人民共和國福州市中级人民法院三次一审以投放危险物质罪判处死刑，剥夺政治权利终身，并赔偿附带民事诉讼原告人经济损失、1次被福建省高级人民法院判決為死刑。然而，2014年8月22日大逆轉，福建省高级人民法院终审宣判，判决念斌无罪，同年12月25日，念斌要求福州中院賠償念斌侵犯人身自由賠償金、醫療費、精神損失費及其他物質損失等共人民幣1532萬元，同時要求在《人民日報》、《东方早报》、《海峽都市報》、新浪網、新华网等媒體公開向其賠禮道歉、消除影響。
本案引發外界再關注中國法制現況，例如念斌陳述在偵訊中遭警方酷刑及恐嚇家人而「屈打成招」；辯護律師指控警方證據皆造假，四次死刑判決凸顯涉及福建公檢法體系利益的“地方保護主義”；中國共產黨政法委協調司法案件、“公檢法聯合辦案”致問題叢生並違背司法獨立原則。中國刑事訴訟法專家陳光中受訪表示，九成五以上的冤案皆因刑訊逼供。國際特赦組織發表聲明指本案再次顯示中國司法體系嚴重缺陷，呼籲廢除死刑制度，以免殺及無辜。

## 案发及警方宣布破案
2006年，丁云虾在丈夫因海难去世后带着三个儿女租住在澳前镇澳前17号陈炎娇的家里，并租用其临街店铺开设水果店。2006年7月27日晚，丁云虾的三个儿女和陈炎娇母女在一起吃饭，所食饭菜包括各自分别煮的稀饭和用丁云虾家铝壶里的水烹饪的青椒炒鱿鱼和煮杂鱼。丁云虾由于晚归只吃了剩下的稀饭、青椒和鱿鱼汤。饭后，6人先后出现不适，其中4人产生明显中毒反应，其中丁云虾10岁的大儿子俞攀和8岁的女儿俞悦入院时已深度昏迷，并出现口吐白沫、瞳孔逐渐散大等症状，终分别于7月28日凌晨去世。医院诊断认为死者死因为食物中毒，症状类似鼠药中毒。平潭警方于7月28日凌晨接案后，于当天决定立案调查。后来念斌的辩护律师之一张燕生质疑称，此时立案时间过早，违反相关规定。
警方称在死者体内检测出可用作鼠药的氟乙酸盐，遂认为死者为氟乙酸盐中毒死亡，警方又在念斌杂货店通向丁云虾水果店的门的外侧门把手上检测到氟乙酸盐，由此并认为丁云虾和陈炎娇的邻居，与丁云虾一样租用陈炎娇的店铺开杂货店的念斌及其妻子有作案嫌疑。8月7日，警方对念斌进行测谎，念斌没有通过。张燕生之后称，念斌在测谎中被问及“总理是谁？”，他没有答上来，所以有些慌张，才没有通过测谎。当天审讯持续至次日，念斌后来在法庭上称，自己受到刑讯逼供，还被办案民警诱导，并称因扛不住而一度咬舌自尽。负责该案的民警同意其咬舌自尽一说，但坚持只进行了“思想教育”。第二天，念斌认罪，称自己于7月27日凌晨1点将浸泡过鼠药的水倒入丁云虾家的铝壶，原因是7月26日晚丁云虾抢走了一个买烟的顾客，警方遂宣布破案，至此警方侦查时间共计12天。8月13日念斌被刑事拘留。

### 伤亡
以下列出中毒者及简短介绍：
| 姓名   | 性别 | 年龄 | 身份         | 情况                                                                                 |
| ------ | ---- | ---- | ------------ | ------------------------------------------------------------------------------------ |
| 丁云虾 | 女   | 32岁 |              | 7月28日凌晨送至平潭县医院治疗，当日上午送至省立医院抢救                              |
| 俞悦   | 女   | 8岁  | 丁云虾女儿   | 7月27日晚首先产生中毒症状，感到肚子疼并呕吐，28日凌晨送至平潭县医院治疗，2点50分死亡 |
| 俞攀   | 男   | 10岁 | 丁云虾大儿子 | 7月27日晚抽筋、呕吐，28日凌晨送医治疗，5点20分死亡                                   |
| 俞涵   | 男   | 6岁  | 丁云虾小儿子 | 7月27日晚肚子疼、呕吐，28日凌晨送至平潭县医院治疗，当日上午送至省立医院抢救          |
| 陈炎娇 | 女   |      | 丁云虾房东   | 7月28日凌晨送至平潭县医院治疗，当日上午送至省立医院抢救                              |
| 念福珠 | 女   |      | 陈炎娇女儿   | 7月27日晚感到头疼，7月28日凌晨送至平潭县医院治疗，当日上午送至省立医院抢救           |

## 案件后续及审判
破案后，此案被列入福建省2006年十大刑事案件之一。2006年8月23日，平潭县委、县政府对侦破包括此案在内的三起重大刑事案件的有功人员通报表彰，并给予总计5.6万元的奖励，福州新闻网报道称“由县委、县政府为破案有功人员举行大规模、高规格的表彰会，在平潭公安史上尚属首次。”。
2007年2月，福州检察院以投放危险物质罪将念斌向福州中院提起公诉。同年3月，福州中院首次开庭审理，念斌当庭翻供称此前其做出的有罪供述均因遭受了警方的刑讯逼供。2008年2月1日，福州中院做出一审判决念斌死刑，念斌不服提出上诉。12月31日，福建高院做出第一次二审，认为本案事实不清，证据不足，遂撤销原判，发回重审。2009年6月8日，福州中院再次判决念斌死刑，剥夺政治权利终身。2010年4月福建高院二审维持原判，案件发往最高院进行死刑复核。事后一些律师，例如北京市炜衡律师事务所的李肖霖等认为，这一次庭审出示的证据与此前展示的证据并无不同，因此福建高院上一次撤销原判而这一次维持死刑的判决存在疑问。媒体报道称，最高法相当重视本案，复核法官亲自到福州提讯念斌，并约见其律师。2011年4月最高院以事实不清，证据不足为由撤销原判，发回福建高院重审，福建高院于同年5月5日将案件发回福州中院重审。2011年9月7日，福州中院进行了第三次开庭审理，并于同年11月24日第三次判处念斌死刑，念斌再次上诉。
2012年1月7日，一些学者、教授和律师在北京举行了会面，认为警方所谓氟乙酸盐中毒难以成立，因为氟乙酸盐比起油脂更容易溶解在水里，但是只吃了稀饭没有吃鱿鱼的丁云虾的症状比吃了鱿鱼的人症状更轻，因而有毒物专家，例如北京市公安局毒物检验室原主任潘冠民认为应该从鱿鱼处入手调查毒源。
两次延期后，福建高院于2013年7月开庭审理，审理进行了四天三夜，有10名警察出庭作证，另有2名鉴定专家作为辅助证人出庭。张燕生、李肖霖、张青松、斯伟江作为念斌的辩护律师出庭，这一阵容被媒体形容为“豪华”。这一次庭审中警方承认证据文书上日期错误，物证的准确取证时间与笔录所载不符，现场勘查笔录所记载的笔录制作时间与其真实制作时间相互矛盾。律师指责警方提交的审讯录像不完整，认为侦查人员翁某涉嫌将经过剪裁拼接的录像带送公安部鉴定，并把该鉴定报告送交法庭；律师还认为陈炎娇的证词“做饭菜用的是红塑料桶里的水”被刻意隐匿了起来，但法庭未作回应。庭审还证实司法检验程序不合规，警方作为定案依据的毒物检验结论更受到专家质疑。庭审结束后，审判长宣布“择期宣判”。2014年6月25日，本案再度开庭，警方出具了153张毒物鉴定数据图以及案件现场照片等新证据，并称5名在2006年与念斌关押在平潭县看守所同一监室的证人中的2名指认念斌是在收到一张据称来自他的姐姐念建兰的隐藏有“你去翻供”的明信片后才翻供的，并称他还到处询问如何翻供。另外3名证人否认见过这种明信片，念建兰也否认写过此明信片。
律师李肖林指出，「警方证据全为虚假」，包括扣押物、时间、签名等。而“鉴定报告”在仪器做成鉴定结论以前，竟然已经签字了。
念斌則指控遭警方刑讯逼供才被迫認罪，警方還威胁若他不认罪，將抓其妻子；公安並引诱念斌供述“放老鼠药只是想让对方拉肚子”，并骗他“顶多判两三年”。
2014年8月22日，福建省高级人民法院做出终审判决：
1. 撤销福州市中级人民法院（2011）榕刑初字第104号刑事附带民事判决。
2. 上诉人念斌无罪。
3. 上诉人念斌不承担民事赔偿责任。

这次审理中，有2名证人和7名鉴定人出庭作证，13名侦查人员出庭说明情况，9名专家出庭就检验结果提出意见。福建高院新闻发言人严峻称，做出无罪释放的判决主要是因为现有证据存在问题，包括：
- 不能确定被害人死于氟乙酸盐。
- 由于检测过程混乱，不能确定铝壶中的水有毒。
- 念斌与卖鼠药人杨云炎不能相认，自行配置毒药的说法也不能确定，因而不能确定毒物来源。

2014年12月25日，念斌向福州中院提出国家赔偿申请。福州中院于2015年2月15日依法作出国家赔偿决定，决定先支付赔偿请求人念斌人身自由损害赔偿金589,225.84元，差额部分待最高人民法院发布关于2015年作出国家赔偿决定涉及侵犯公民人身自由权赔偿金计算标准的通知后十五日内再决定支付；在侵权行为影响的范围内为赔偿请求人念斌消除影响，恢复名誉，赔礼道歉；支付赔偿请求人念斌精神损害抚慰金550,000元。2015年6月3日，福州中院根据最高人民法院公布的2015年作出国家赔偿决定涉及侵犯公民人身自由权赔偿金标准，作出（2014）榕法赔字第3－1号《通知书》，决定再支付念斌被限制人身自由的赔偿金差额部分55,872.08元。念斌对福州中院的赔偿决定不服，通过委托代理律师向福建高院递交国家赔偿申请书。福建高院受理此案后，依法组织赔偿请求人和赔偿义务机关进行了公开质证。经审理，福建高院认为，福州中院作出的（2014）榕法赔字第3号国家赔偿决定，认定事实清楚、适用法律正确，依法应予维持，2015年12月25日，福建省高级人民法院依法对赔偿请求人念斌申请福州市中级人民法院二审无罪国家赔偿案作出国家赔偿决定，决定维持福州中院作出的（2014）榕法赔字第3号国家赔偿决定。由于念斌本人及其诉讼代理人未按通知要求领取国家赔偿决定书，福建高院于2015年12月30日采取邮寄方式送达国家赔偿决定书。

## 评论
境内
- 《京华时报》8月23日刊载特约评论员王云帆的评论，批评福建高院多次作出“事实不清、证据不足”结论后没有判决念斌无罪，而是发回一审法院重审，称：“既然二审法院早在6年前就已发现此案‘事实不清、证据不足’，为何不直接改判念斌无罪，而非要交由一审法院去‘重审’呢？刑事司法程序之所以要设计二审，正是为了让二审法院能在这种审级关系中及时发现和纠正一审存在的错误，从而确保刑事审判的公正。如果说第一次发回重审，是二审法院对一审法院还抱有‘有错必纠’的期待的话，在最高法以同样理由发回重审后，福建高院再一次发回一审法院，不但显得缺乏担当，也与法律精神不符。”[25]8月24日，《京华时报》刊载特约评论员王灏军的评论，呼吁在表扬法官之余，法院和公安应该借本案进行反思和纠偏，称：“在福建高院赢得坊间鼓励和点赞时，我们希望这不是个案，而是对过往的一种制度化纠偏。”[26]
- 《法制晚报》8月23日发表社论，对本案中案件早已判定为“事实不清、证据不足”却审了8年以及警方的“思想工作”让念斌咬舌自尽等疑点提出质疑，要求惩处渎职的公检法人员[27]。
- 《北京青年报》8月25日刊载一名检察官杨涛的评论，认为若要防止念斌案再现，应摒弃“公检法联合办案”来让法院真正做到独立办案、坚持无罪推定原则、对未判死刑的重特大案件与重大疑难案件也应实行三审并建立巡回法庭，并呼吁有关部门彻查本案中涉及的刑讯逼供和伪造证据问题[12]。
- 《都市时报》8月23日发表社论，引用了威廉·格萊斯頓名言“迟到的正义是非正义。”與弗兰西斯·培根的“一次不公正的审判，其恶十倍于犯罪。因为犯罪只是污染河流，而不公正的审判则污染水源。”，呼吁追究念斌案中渎职违法责任人[28]。

境外
- 大赦国际认为本案被改判无罪十分罕见，并表示本案显示出中国应该废除死刑。大赦国际中国事务专家顾海云认为本案体现出中国司法制度存在缺陷，包括刑讯逼供、法院在证据不足的情况下仍判死刑等，中国当局应采取纠正措施[29][30]。
- 新唐人电视台記者林瀾认为，本案暴露中国司法不公问题，称：“中国是世界上公认的，判处和执行死刑人数最多的国家，但具体数字被中国当局视为机密，从不公布。其中有多少冤案，更无从厘清。”[31]